# Coffee Friends
Coffee Friends (hangul: 커피 프렌즈, RR: Keopi Peulenjeu), es un programa de variedades surcoreano emitido desde el 4 de enero del 2019 hasta el 8 de marzo del 2019 través de tvN.

## Formato
Es un programa de variedades que sigue a los actores, quienes también son mejores amigos Yoo Yeon-seok y Son Ho-jun mientras dirigen una cafetería ubicada cerca de una granja de mandarinas en la Isla de Je-ju. Ambos reclutarán a sus amigos dentro de la industria para que los ayuden dentro de la cafetería. 
Posteriormente todos los beneficios obtenidos, los donarán a organizaciones benéficas.

## Miembros

### Empleados
| Artista       | Ocupación | Puesto                                  | N.º de episodios | Duración |
| ------------- | --------- | --------------------------------------- | ---------------- | -------- |
| Yoo Yeon-seok | Actor     | Dueño de la Tienda / Gerente de Cocina  | 1 - 10           | 2019     |
| Son Ho-jun    | Actor     | Dueño de la Tienda / Barista / Panadero | 1 - 10           | 2019     |
| Yang Se-jong  | Actor     | Asistente                               | 1 - 10           | 2019     |
| Choi Ji-woo   | Actriz    | Gerente de la Tienda                    | 1 - 10           | 2019     |

### Empleados a tiempo parcial
| Nombre        | Ocupación                 | Puesto                               | Episodio donde apareció | Duración |
| ------------- | ------------------------- | ------------------------------------ | ----------------------- | -------- |
| Jo Jae-yoon   | Actor                     | Limpieza de la Cocina / Lavavajillas | 2 - 5, 8 - 10           | 2019     |
| Nam Joo-hyuk  | Actor                     | Repartidor / Limpieza                | 7 - 10                  | 2019     |
| Sehun         | Cantante / Miembro de EXO | Vendedor de Naranjas                 | 7 - 8                   | 2019     |
| Kang Daniel   | Cantante                  | -                                    | 8                       | 2019     |
| Baek Jong-won | Chef                      | -                                    | 6 - 7                   | 2019     |
| Baro          | Rapero / Actor            | -                                    | 5 - 6                   | 2019     |
| Yunho         | Cantante                  | Limpieza de la Cocina                | 4 - 5                   | 2019     |

## Episodios
La primera temporada del programa esta conformada por 10 episodios, los cuales son emitidos todos los viernes a las 9:10 (KST).

### Raitings
Los números en color rojo indican la calificación más alta del programa, mientras que los números en color azul indican el episodio con menos audiencia.
| Episodio | Fecha de Emisión      | AGB Nielsen Ratings |
| Episodio | Escala Nacional       | Escala Nacional     |
| -------- | --------------------- | ------------------- |
| 1        | 4 de enero de 2019    | 4.901%              |
| 2        | 11 de enero de 2019   | 4.951%              |
| 3        | 19 de enero de 2019   | 5.380%              |
| 4        | 25 de enero de 2019   | 4.258%              |
| 5        | 1 de febrero de 2019  | 5.139%              |
| 6        | 8 de febrero de 2019  | 5.879%              |
| 7        | 15 de febrero de 2019 | 6.135%              |
| 8        | 22 de febrero de 2019 | 5.137%              |
| 9        | 1 de marzo de 2019    | 4.321%              |
| 10       | 8 de marzo de 2019    | 3.960%              |

## Producción
El programa es dirigido por Na Young-seok y emitido a través de la tvN.
El programa fue inspirado por los dos amigos y actores Yoo Yeon-seok y Son Ho-jun, y su proyecto de donación "Coffee Friends" que iniciaron en el 2018, donde ambos daban tazas de café gratis a cambio de donaciones de cualquier cantidad, para obras benéficas.

### Emisión en otros países
- Hong Kong: myTV SUPER.
- Singapur: Viu.
- Taiwán: tvN Asia, iQIYI.